# Peștera Piatra Fetii
Peștera Piatra Fetii este situată în Munții Poiana Ruscă localizată în versantul drept al văii Căprișoara, pe care urcă drumul spre Rușchița, la circa 1,5 km amonte de confluența cu valea Stîlpului, Județul Timiș.